# Tuk Jakova
Tuk Jakova (Shkodra, 1914. április 26. – Tirana, 1959. augusztus 27.) albán kommunista politikus, partizántiszt, szakszervezeti vezető, diplomata. Az albán kommunista pártvezetés alapító tagjaként a mérsékeltebb reformkommunista szárnyhoz tartozott. Ő elnökölte az 1946-os alkotmányozó nemzetgyűlés munkáját, 1946-tól 1954-ig több ízben vezette az ipari és a pénzügyi tárcát, 1948 és 1955 között pedig a miniszterelnök-helyettesek egyike volt. 1955-ben kegyvesztetté vált, életét börtönkórházban fejezte be.

## Életútja
Shkodrai római katolikus család sarja volt, iskolái elvégzése után ácsként kereste kenyerét. Ifjúkorától részt vett szülővárosa kommunista mozgalmában. 1932-ben egy ellenzéki hangvételű röpirat szerkesztéséért letartóztatták, 1938-ban pedig kommunista tevékenység vádjával Beratba internálták.
1941. november 8-án többedmagával a shkodrai kommunista csoport képviseletében volt jelen az Albán Kommunista Párt megalakításánál, amelynek során beválasztották a héttagú vezetőség soraiba. A második világháború hátra lévő éveiben partizánként harcolt a megszállók ellen, ezredesi rangban irányította a hadműveleteket. 1943 márciusában, az első labinoti konferencián megalakult központi bizottság tagjává választották, a testület tagja maradt egészen 1955. júniusi kegyvesztéséig. Már Labinotban a pártvezetés kevésbé dogmatikus alakjaként nyilvánult meg, amikor arra hívta fel a figyelmet, hogy egy proletariátussal, munkásosztállyal nem rendelkező országban a népfrontosodás meghirdetett politikája pusztán önáltatás a pártvezetés részéről.
Az ország felszabadulását követően, 1945. február 11-én megalakult Albán Munkásszakszervezetek Nagytanácsának első elnöke lett. Ugyanazon év október 6-án részt vett a Szakszervezeti Világszövetség párizsi konferenciáján, ahol főként politikai nyilatkozataival hívta fel magára a figyelmet. Az 1945. decemberi nemzetgyűlési választást követően az alkotmányozó nemzetgyűlés elnöki tisztét látta el 1946. január 10. és március 20. között, majd ezt követően 1955-ig a nemzetgyűlés képviselője volt.
Az elkövetkező időszakban több kormány- és miniszteri pozíciót is elvállalt. Enver Hoxha 1946. március 22-én megalakult első kormányában tárca nélküli miniszteri megbízást kapott, és eleinte elsősorban gazdasági kérdésekkel foglalkozott. A feladatot 1948. február 6-áig látta el, időközben azonban 1947. március 7-e és októbere között Albánia első belgrádi (Budapestre is akkreditált) nagykövete is volt. 1948. február 6-ától október 1-jéig az ipari tárca munkáját vezette. Ezt követően, 1948. november 23-án miniszterelnök-helyettessé nevezték ki, amely pozíciót az egymást követő Hoxha- és Shehu-kormányok alatt egészen 1955. június 21-éig töltötte be. Ezzel egyidejűleg 1950. március 8-ától – először ideiglenes megbízással, majd július 5-étől miniszterként – ismét az ipari tárcát vezette 1953. július 31-éig, 1953. augusztus 1-jétől 1954. július 19-éig pedig az utolsó Hoxha-kormány pénzügyminisztere volt.
1951 februárjában csaknem a kegyvesztettség lett a sorsa, miután egy vitán a jugoszlávellenes külpolitikát folytató Enver Hoxhát arra figyelmeztette, hogy tíz évvel korábban az Albán Kommunista Párt a jugoszláv kommunisták hathatós segítsége nélkül nem jöhetett volna létre. A pártlap 1952. április 1-jei vezércikke azzal is megvádolta Jakovát, hogy nem gyűlöli „szükséges mértékben” a klérust. A későbbiekben Jakova kapcsolata Enver Hoxhával némileg rendeződött, de gyakorta összetűzésbe keveredett az ország második számú vezetőjével, Mehmet Shehuval. Ennek ellenére továbbra is a párton belüli reformcsoport vezető alakja maradt. 1955. április 4-én minisztertársával, Bedri Spahiuval Rómában járt, ahol egy titkos tárgyalás során kendőzetlenül számoltak be olasz partnereiknek a Hoxha-rendszer túlkapásairól. A központi bizottság 1955. június 14–17-ei ülésszakán ismét bírálták a pártvezetés hibáit, az ülésszak végére azonban revizionizmus, pártellenes tevékenység és jugoszlávbarát elhajlások vádjával Jakovát és Spahiut kizárták a központi bizottságból. Ezzel a lépéssel az 1943-ban megalakult központi bizottság alapító tagjai közül egyedül Enver Hoxha maradt 1955-re a testület tagja. Egy héten belül összes párt- és kormányfunkciójától megfosztották, később letartóztatták és zárt tárgyaláson huszonöt éves börtönbüntetésre ítélték. Végül azonban ismét Beratba internálták, és életét súlyos betegként a tiranai börtönkórházban fejezte be.